# 衛訊電訊

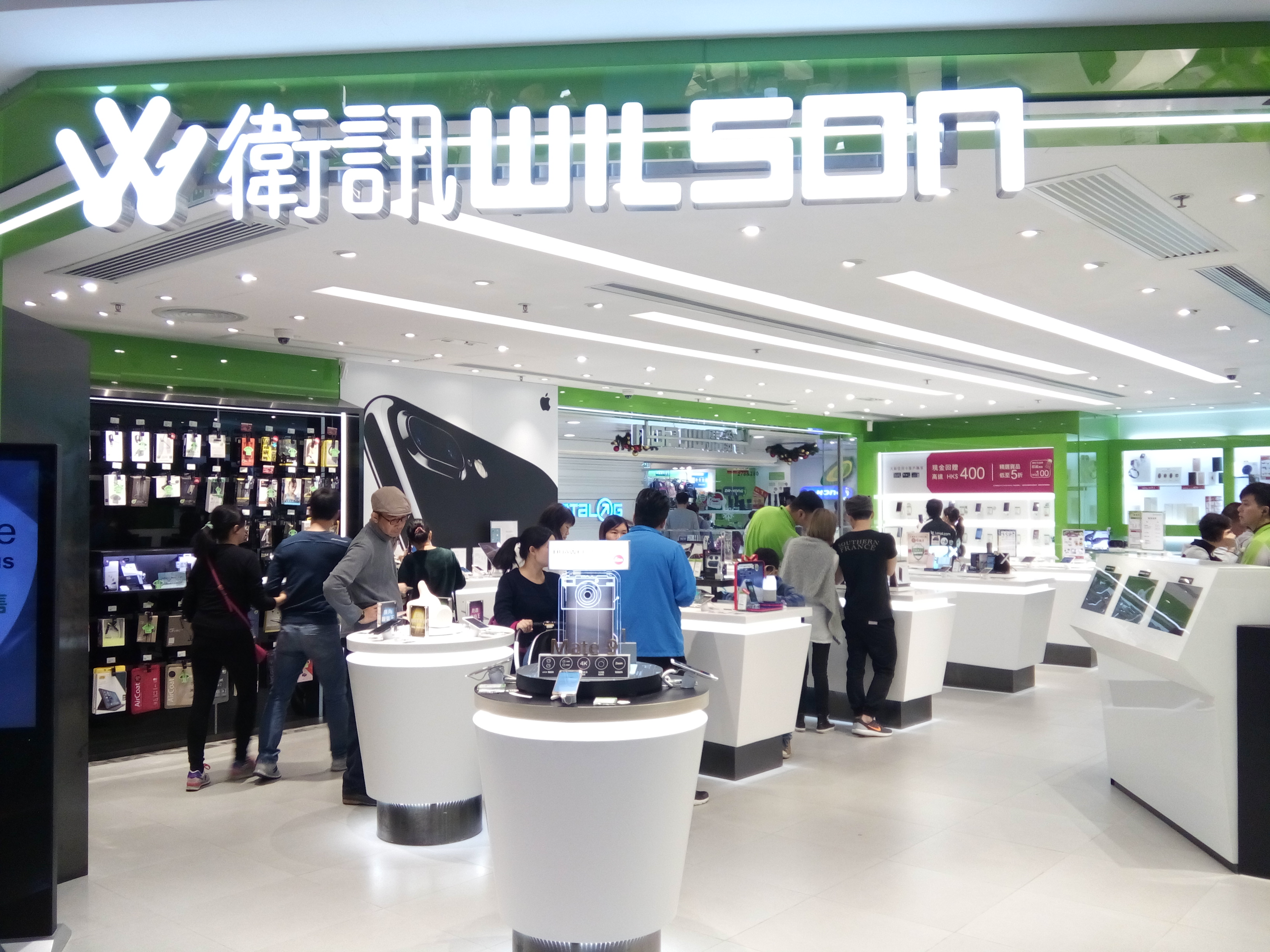
衛訊電訊於上水新都廣場的門市

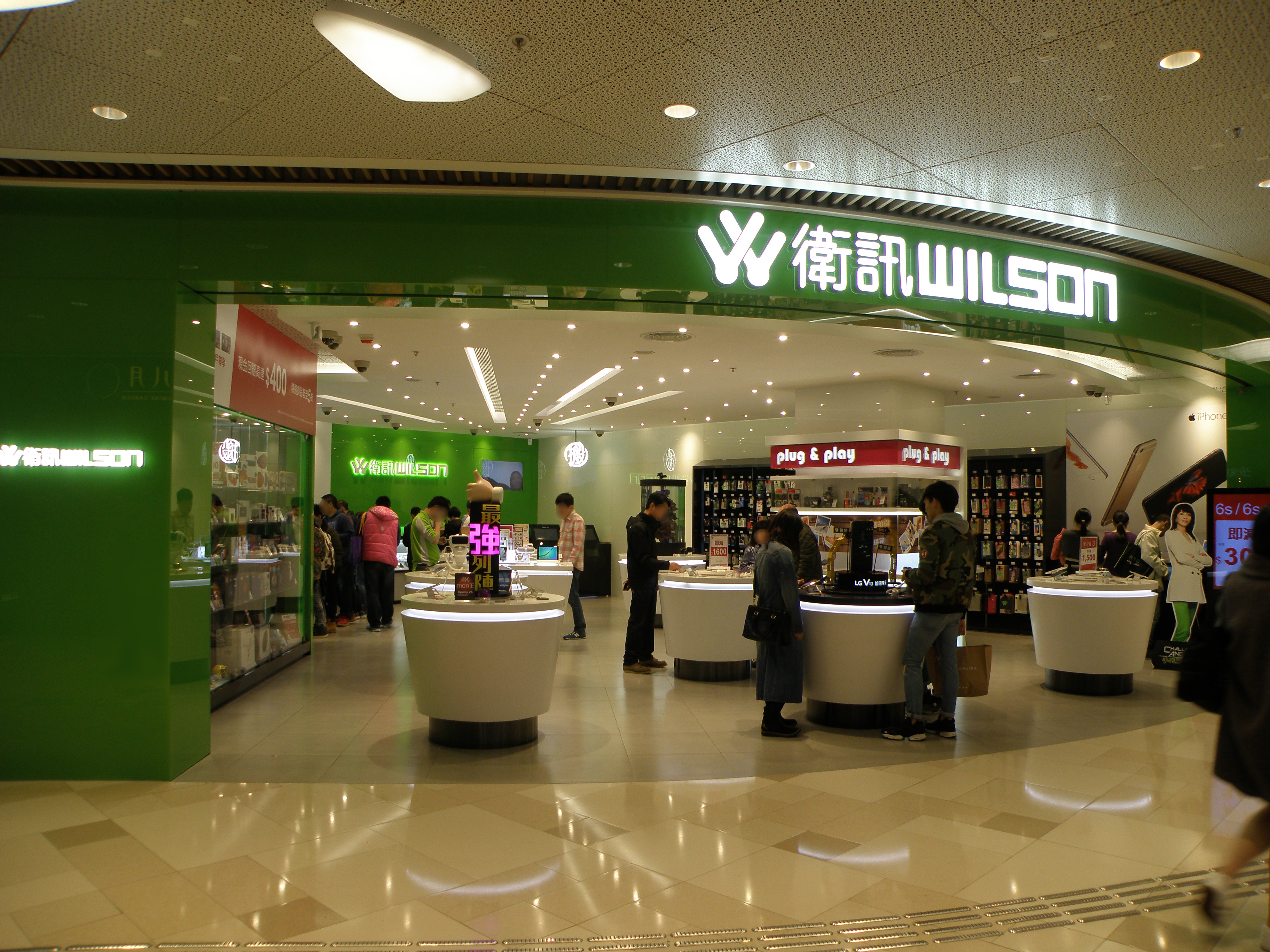
衛訊電訊於屯門V City的門市

衛訊電訊（全名：香港衛訊電訊有限公司）為一間手提電話連鎖店，銷售業務主要為手機、配件及手提電腦。它因提供手機售後的免費應用課程因而受歡迎。公司於2008年10月正式成為諾基亞指定直供（直接供應）零售商。2019年11月，與3HK合作，推出手機電訊供應商W.E.。
根據衛訊電訊於2001年1月開始參與的Gfk統計（全香港行貨手提電話連鎖店組別零售市場調查報告），衛訊電訊在銷量方面一直穩佔手機連鎖店銷量冠軍。
衛訊另一項為人熟知的服務是「舊機換新機」（舊機回收，俗稱Trade-in或Trade機）服務，顧客可售出其舊手機或平板電腦等消費電子產品以購入店內可供售賣的新機，並扣除出售舊機的差價。這項服務截止2013年11月有近70萬項交易，服務佔衛訊生意額已經超過30%。回收的二手機會出售至第三世界國家

## 服務

### 售後服務
有關換機條款，購買後的發票上列明, 唯貨品質量必須由原廠或其指定維修中心檢查乃出廠缺點及證實為非人為損壞。

即表示所有於換機期內有任何問題的手機，必須經過原廠或其指定維修中心檢查乃出廠缺點及證實為非人為損壞才可以更換。

一般由衛訊託運到原廠檢查整個過程大概須要7-14日, 即使是常見的出廠問題，亦須經過此程序，因此對於售後換機問題, 衛訊電訊是非常繁複。

如經原廠或其指定維修中心檢查後證明是人為問題, 衛訊電訊不會更換任何手機，更不會退款。

注意: 於香港大多數大型連鎖店，售後出現問題而須要換機是即時檢測，馬上更換的。

### 免費手機維修託運服務
凡於衛訊電訊購買之行貨手機，均可享用免費維修託運服務。
如客戶因公事繁忙，導致沒有時間攜同手機到維修中心維修時，衛訊可以代客人攜手機到維修中心維修，維修完後會致電客人取回手機，過程簡單方便。

### 手機/Tablet Trade-in 舊換新服務
衛訊全線分店可以任何手機/Notebook換購新手機/Tablet，除可協助客人處理舊手機外，亦可同時補回差價買一部全新手機/Tablet。

### 會員制
1/7/2009開始，於90日內累積消費滿5000-20000元就可以成為不同級別的會員。可以獲得迎新禮物及其他優惠,如積分換購產品等。
於2009年八月開始，可以會員積分換領(或加優惠價換購)精品。亦可使用8000分會員積分享用免費搬資料服務。

## 分店及衛訊服務中心
分店
- 香港區(1間)
  - 銅鑼灣：怡和街
- 九龍區(4間)
  - 旺角：西洋菜南街、始創中心
  - 九龍灣：德福廣場一期
  - 觀塘：APM
- 新界區(14間)
  - 沙田：新城市廣場
  - 大圍：圍方
  - 元朗：形點II、鈞德樓
  - 屯門：屯門市廣場一期、V City
  - 大埔：大埔超級城C區
  - 上水：新都廣場、上水廣場
  - 荃灣：南豐中心、眾安街、荃灣廣場
  - 葵芳：新都會廣場
  - 將軍澳：PopCorn

衛訊服務中心
- 旺角：信和中心

## 投訴/意見區

### 網站
衛訊電訊從2006年1月1日至2012年11月23日於PhoneHK討論區設了衛訊互動地帶,給用家發表意見。 衛訊亦在Facebook、Twitter和新浪微博專頁給用家發表意見。

### 電話
- 一般查詢熱線：8202 8699

注意: 以上電話大部份時間都是留言信箱

時間:10:00am – 7:00pm(星期一至六,公眾假期除外)

## 參與活動

### 2004年南亞海嘯賑災
衛訊電訊捐出200部手機作義賣，並把所得之金額全數捐贈「香港紅十字會南亞賑災金」以支持南亞海嘯災區救援工作。

### 2008年中國四川地震賑災
衛訊電訊捐出200部Nokia 5310及150部Sony Ericsson W380i作義賣，共把得到之款項會全數捐贈「香港紅十字會」作為四川地震賑災之用。

## 市場推廣

### 《Phone Show》月刊
原名為《衛訊指南》,於2002年5月創刊。及後,改名為《Phone Show》。由初期印刷量4萬本增至現時的15萬本，同時亦由初期20頁增加至48頁，直至2010年6月累積印量已達1014萬本。2009年3月,《Phone Show》首設英文版,但暫沒有網上版的英文《Phone Show》。
每月印刷的PhoneShow於衛訊門市和指定地方免費派發，內容包括有手機比較、新機介紹、各式IT產品報導及報導行內現象的「行內窺鏡」等。
另外,從第72期(2008年4月)開始設立了網上版。 

### 電影贊助商
衛訊電訊曾成為以下多套電影的贊助商。
- 2003年
  - 《戀之風景》
  - 《安娜與武林》
  - 《古宅心慌慌》
  - 《Miss杜十娘》

- 2005年
  - 《阿嫂》

### 足球節目贊助商
與有線電視合作,贊助以下足球節目。
- 2003年
  - 5月:2003年洲際國家盃
  - 8月:亞積士四國賽
  - 10月:西班牙聯賽

### 其他聯合推廣活動
與不少品牌及大型公司進行推廣活動
- 2007年
  - 姆明贈品推廣活動
  - 高達贈品推廣活動
  - 渣打銀行信用卡推廣活動
  - 大新銀行信用卡推廣活動
  - 匯豐銀行信用卡推廣活動

- 2008年
  - 迪士尼小熊維尼贈品推廣活動
  - 奇華月餅,小食禮盒推廣活動
  - EPS抽獎活動

- 2015年
  - 拍攝新一輯廣告，並邀得巨星「DoDo姐」鄭裕玲出任代言人。

## 事件

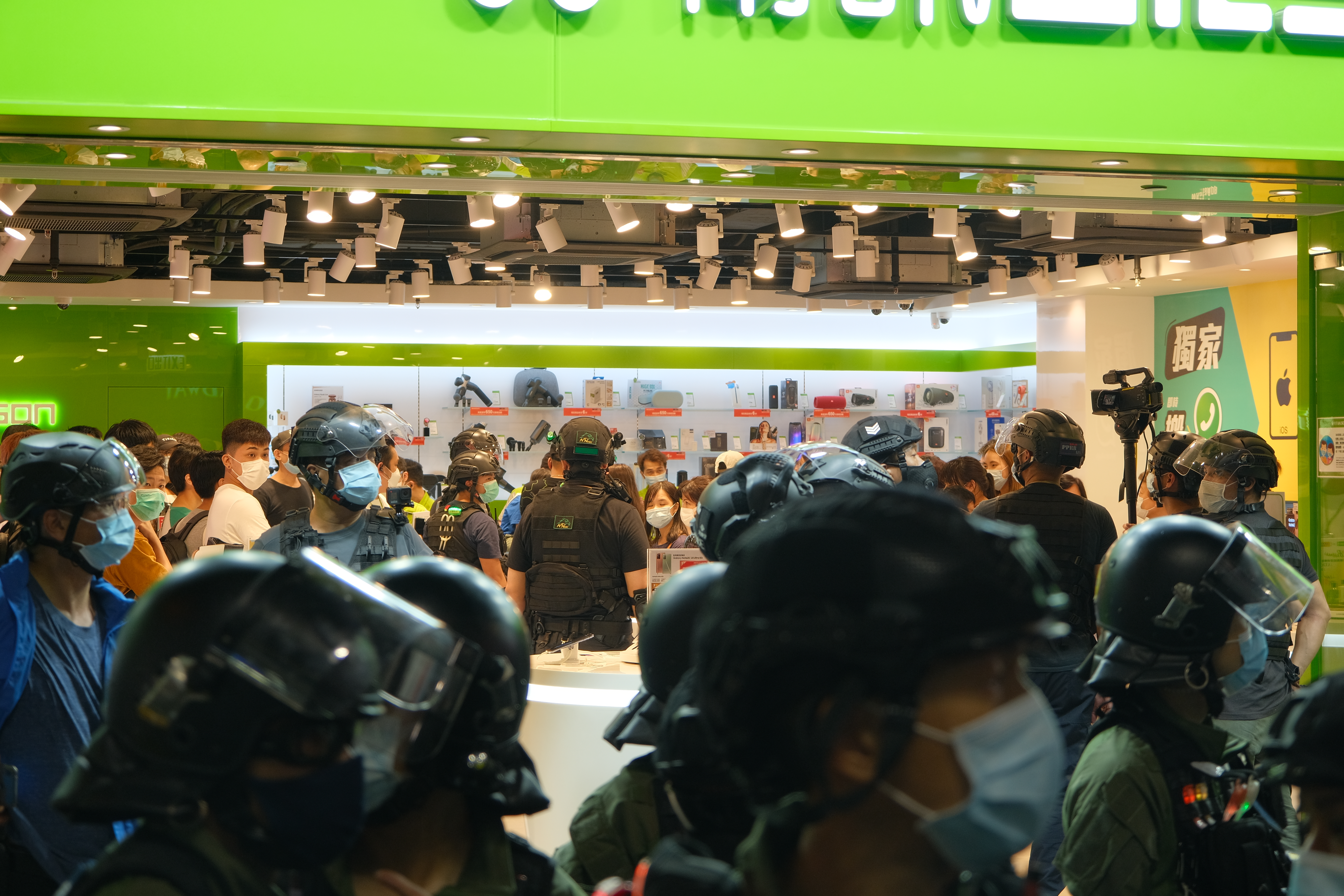
2020年9月6日晚上7時13分，在衛訊店內的30名顧客無法離開，有警員進入搜查，全部人被指涉「未經批准集結」被捕

2020年9月6日九龍大遊行，不少市民走入旺角西洋菜南街「衛訊電訊」店內迴避防暴警察驅散，不過警員隨即封鎖店鋪門口，禁止店內顧客離開，更走入店內逐一登記市民的身份證及拍攝容貌。到晚上8時半，警方佈以「未經批准集結」拘捕近30名市民，他們套上索帶，分3架警車送往警署。有3名女子因身體不適需由救護車送院。有中年市民更流淚，向警察指自己是無辜被捕，但警員沒有回應。有媒體觀察整個截查至拘捕行動歷時近4小時，被搜查的市民須一直站立等待警車到場。

## 外部連結
- 衛訊主頁 （页面存档备份，存于）

1. ↑  . 蘋果日報. 2013-11-04  [2017-12-09]. （原始内容存档于2019-09-22）.
2. ↑  （中文）. PhoneHK討論區. 2006年1月1日  [2006年1月1日]. （原始内容存档于2012年6月22日）.
3. ↑  （中文）accessdate = 2012年11月26日  请检查|url=值 (帮助). 衛訊Facebook專頁. 2012年11月26日  [2012年11月26日]. （原始内容存档于2019年12月8日）.
4. ↑  相對起中文版,頁數更少,而且內容更以中文版為準。
5. ↑  （中文）. 衛訊電訊. 2008年4月  [2008年4月]. （原始内容存档于2008年11月8日）.
6. ↑  . 香港獨立媒體. 2020-09-06  [2020-09-07]. （原始内容存档于2020-09-06）.